# جورج إم. هارمون
جورج إم. هارمون (بالإنجليزية: George M. Harmon)‏ هو عسكري أمريكي، ولد في 2 ديسمبر 1837 في Brookfield, Massachusetts ‏ في الولايات المتحدة، وتوفي في 21 نوفمبر 1910 في نيو هيفن في الولايات المتحدة.